# Edward Hallett Carr
Edward Hallett Carr (n. 28 iunie 1892, Londra, Regatul Unit al Marii Britanii și Irlandei – d. 3 noiembrie 1982, Londra, Anglia, Regatul Unit) a fost un istoric, diplomat și politolog britanic.
Este cunoscut ca fiind unul dintre fondatorii concepției abordării realiste a relațiilor internaționale.
Cea mai importante lucrări ale sale sunt: What is history? The George Macaulay Trevelyan lectures delivered in the University of Cambridge, January-March 1961 (apărută în 1964) și The Twenty Year's Crisis, 1919-1939.
O altă lucrare valoroasă o constituie cele 14 volume de istorie a Uniunii Sovietice, în care a tratat perioada 1917-1929.